# Viktória Mohácsi
Viktória Mohácsi (Berettyóújfalu, 1º aprile 1975) è una politica ungherese di etnia rom. Tra il 2004 ed il 2009 è stata europarlamentare. È esponente dell'Alleanza dei Liberi Democratici, membro del Gruppo dell'Alleanza dei Democratici e dei Liberali per l'Europa. È subentrata il 29 ottobre 2004 al collega e compagno di partito Gábor Demszky. In seguito alle elezioni europee del luglio del 2009, che ha visto il voto ungherese spostarsi sensibilmente a destra, il mandato della Mohácsi non è stato riconfermato..
Dal 2018 vive in esilio in Canada.

## Biografia
Nel 2008 a Roma le è stato conferito il “Premio Minerva” per la sua attività in difesa dei diritti umani dei rom. Il 21 ottobre, Mohácsi, che ha preso l'iniziativa di documentare la violenza contro i rom in Ungheria, ha ricevuto a New York il premio annuale 2010 di Human Rights First.
La Fondazione Movimento per la Desegregazione, guidata da Viktória Mohácsi, principale osservatore nazionale degli attacchi anti-Rom e dei crimini d'odio, ha documentato 68 attacchi, di cui 12 portati alla morte, tra gennaio 2008 e giugno 2010. In uno di questi attacchi, a Tatárszentgyörgy, un uomo e suo figlio di 5 anni sono stati uccisi a colpi di arma da fuoco mentre fuggivano dalla loro casa in fiamme. La polizia locale ha registrato che l'uomo e il bambino erano morti per inalazione di fumo, ma sotto la pressione di Mohácsi il caso è stato riaperto portando all'arresto dei responsabili neonazisti. Due agenti di polizia sono stati sanzionati internamente in relazione all'incidente.
Nel 2009, Mohácsi ha chiesto protezione alla polizia a causa delle minacce di morte ricevute che facevano riferimento alla sua etnia. Il quotidiano Népszabadság ha riferito nel febbraio 2012 che l'ex membro del Parlamento europeo Mohácsi ha chiesto asilo politico in Canada. La richiesta è stata inizialmente respinta nel 2017, il suo ricorso non ha avuto successo nemmeno nel 2018, anche se diverse organizzazioni hanno pubblicato il contrario. "Immigration, Refugees and Citizenship Canada" ha sospeso la sua valutazione del rischio pre-allontanamento e ha accolto la sua richiesta per motivi umanitari il 26 aprile 2018.